# Rkhunter
rkhunter (Rootkit Hunter) е Unix-базирана програма, която проверява системата за руткитове, „задни врати“ и експлойти. Работи, като сравнява SHA-1 хешовете на важните файлове с други файлове, за които е известно, че са безопасни, проверява директориите, които руткитовете обикновено атакуват, и следи за съмнителни действия. За GNU/Linux и FreeBSD провежда специални системни тестове.
Програмата е включена в известни операционни системи като Debian, Fedora и други.

## Разработка
През 2003 г. холандският програмист Майкъл Булен пуска първата версия на Rootkit Hunter. Три години по-късно той предава своя проект на група програмисти, за да може той да се развива и поддържа от тях. След това осем души работят, за да подобрят програмата, да отстранят грешките и съответно да пуснат стабилната версия на вече усъвършенствания продукт. Оттогава проектът е преместен в SourceForge.